# Methyleendifenyldi-isocyanaat
Methyleendifenyldi-isocyanaat of MDI is een organische verbinding met als brutoformule C15H10N2O2. Het is een isocyanaat dat door reactie met een polyol omgezet kan worden in een polyurethaan.

## Isomeren
Het belangrijkste structuurisomeer in commerciële MDI is 4,4'-difenylmethaandi-isocyanaat. Andere isomeren zijn de 2,4'- en de 2,2'-vorm. Voor niet nader genoemde isomeren of voor mengsels van isomeren van MDI worden speciale codes gebruikt. Onderstaande tabel geeft enkele identificatiegegevens voor de isomeren:
| Isomeer | CAS-nummer | EINECS    |
| ------- | ---------- | --------- |
| 2,2'    | 2536-05-2  | 219-799-4 |
| 2,4'    | 5873-54-1  | 227-534-9 |
| 4,4'    | 101-68-8   | 202-966-0 |
| mengsel | 26447-40-5 | 247-714-0 |

## Synthese
Methyleendifenyldi-isocyanaat wordt in een aantal stappen bereid. Een veel gebruikt proces gaat uit van aniline dat met formaldehyde en een katalysator gecondenseerd wordt tot DADPM (diaminodifenylmethaan). De aminogroepen in DADPM reageren vervolgens met fosgeen, waarbij methyleendifenyldi-isocyanaat en gasvormig waterstofchloride ontstaan. Na de synthese volgen nog stappen om de verschillende isomeren en nevenproducten van elkaar te scheiden.
In de Europese Unie wordt jaarlijks ca. 790.000 ton MDI geproduceerd (cijfers uit 1998).

## Toepassingen
Methyleendifenyldi-isocyanaat wordt voornamelijk (ca. 70%) gebruikt voor de productie van harde en, in mindere mate, flexibele polyurethaanschuimen (ook wel purschuim). Het wordt ook (ca. 26%) gebruikt voor verven, coatings, lijmen, kitten (waaronder weerbestendige kitten) en elastomeren. Verder wordt de stof gebruikt bij de productie van schoeisel en spaanplaat (om de houtlagen aan elkaar te lijmen) en van gietkernen voor de gieterijindustrie.

## Toxicologie en veiligheid
Methyleendifenyldi-isocyanaat is irriterend voor de ogen, de huid en de luchtwegen. Kortstondige blootstelling aan MDI-deeltjes in de lucht veroorzaakt tranende ogen. De stof kan de werking van de longen verstoren.
Herhaald of langdurig contact met methyleendifenyldi-isocyanaat kan de huid voor altijd gevoelig maken; bij personen die al voor andere di-isocyanaten gesensibiliseerd zijn, kunnen allergische reacties optreden. Herhaalde of langdurige inademing kan astma veroorzaken. Andere klachten kunnen zijn: neusklachten (loopneus, gezwollen neusslijmvlies, niezen), moeilijke en soms piepende ademhaling, rode ogen (conjunctivitis), huidveranderingen (roder worden, warmte afgeven, jeuk, huiduitslag) en astmatische effecten (bijvoorbeeld ontstekingen in de luchtwegen). Dit kan optreden binnen enkele minuten of uren na in contact geweest te zijn met MDI.
De Europese Commissie wil het op de markt brengen en gebruiken van consumentenproducten die MDI bevatten, beperken. Bij het gebruik van dergelijke producten zou men beschermingsmiddelen moeten gebruiken: handschoenen en eventueel ook een stoffilter voor de mond.